# 蘇原坂井町
蘇原坂井町（そはらさかいちょう）は、岐阜県各務原市の地名。現行行政町名は蘇原坂井町一丁目から三丁目。

## 地理
各務原市の蘇原地区に属する。
町域の東部は各務西町、西部は蘇原和合町、蘇原東島町、南部は蘇原中央町、北部は蘇原新生町に接する。
町域には新境川が流れる。
地名は1875年まで存在した各務郡坂井村に因む
道路
- 県道205号長森各務原線
- 県道17号江南関線

## 歴史
1875年（明治8年）1月、坂井村、東島村、熊田村、東門村、野口村が合併し和合村が発足し、和合村大字坂井となる。1897年（明治30年）4月、伊飛島村、三柿野村、大宮村、古市場村、持田村と合併し蘇原村（1943年に町制施行し蘇原町）が発足。この地域は蘇原村大字坂井となる。
1963年（昭和38年）4月1日、蘇原町は那加町、鵜沼町、稲羽町と合併し各務原市が発足すると、蘇原坂井町が成立。
1976年（昭和51年）3月27日、この地域で区画整理が行われ、従来の蘇原坂井町の大部分をもって蘇原坂井町一丁目から三丁目が成立。また、蘇原坂井町の一部と蘇原古市場町の一部、蘇原熊田町の一部をもって蘇原昭栄町が、蘇原坂井町の一部と蘇原熊田町の一部、蘇原持田町の一部をもって蘇原新生町が、蘇原坂井町の一部と蘇原熊田町の一部をもって蘇原和合町が成立。

## 世帯数と人口
2024年（令和6年）10月1日現在の世帯数と人口は以下の通りである
| 丁目             | 世帯数 | 人口  |
| ---------------- | ------ | ----- |
| 蘇原坂井町一丁目 | 47世帯 | 146人 |
| 蘇原坂井町二丁目 | 12世帯 | 34人  |
| 蘇原坂井町三丁目 | 22世帯 | 67人  |
| 計               | 81世帯 | 247人 |

## 小・中学校の学区
市立小・中学校に通う場合、学区は以下の通りとなる。
| 番・番地等 | 小学校               | 中学校               |
| ---------- | -------------------- | -------------------- |
| 全域       | 各務原市立中央小学校 | 各務原市立中央中学校 |

## 主な施設
- 坂井公民館
- 大師院
- 八幡神社

## 交通機関
- 岐阜バス尾崎団地線（一部）
- 各務原市ふれあいバス稲羽西線、東西線（朝夕便）
- テクノライナー